# Hau'oli Kikaha
Hau'oli Kikaha, nato Hau'oli Jamora (Laie, 24 luglio 1992), è un ex giocatore di football americano statunitense che ha giocato nel ruolo di linebacker.

## Biografia

### New Orleans Saints
Dopo avere giocato al college a football a Washington dove fu premiato unanimemente come All-American nel 2014, Kikaha fu scelto nel corso del secondo giro (44º assoluto) del Draft NFL 2015 dai New Orleans Saints. Debuttò come professionista partendo come titolare nella gara del primo turno contro gli Arizona Cardinals. Nel sesto turno disputò una delle sue migliori prestazioni, mettendo a segno 7 tackle, un sack e un fumble forzato nella vittoria sugli Atlanta Falcons. La sua stagione da rookie si concluse con 52 tackle, 4 sack e 4 fumble forzati in 15 presenze, 10 delle quali come titolare.

## Statistiche
| Partite totali      | 15  |
| Partite da titolare | 10  |
| Tackle totali       | 52  |
| Sack                | 4,0 |
| Intercetti          | 0   |
| Fumble forzati      | 4   |

Statistiche aggiornate alla stagione 2015